# Бородин, Виктор Петрович (лётчик)
Виктор Петрович Бородин (1923—1993) — майор Советской Армии, участник Великой Отечественной войны, Герой Советского Союза (1945).

## Биография
Виктор Бородин родился 6 июня 1923 года в селе Прилепы Тимского уезда (ныне — Заречье Мантуровского района Курской области) в крестьянской семье. В детском возрасте переехал в город Кременная Луганской области Украинской ССР. Окончил девять классов школы. В июле 1941 года был призван на службу в Рабоче-крестьянскую Красную Армию. В 1943 году окончил Ворошиловградскую военную авиационную школу пилотов. С мая 1943 года — на фронтах Великой Отечественной войны. Прошёл путь от лётчика-штурмовика до заместителя командира эскадрильи. Участвовал в боях на Воронежском, 1-м и 4-м Украинском фронтах. Принимал участие в Курской битве, освобождении Украины, битве за Днепр, Житомирско-Бердичевской, Проскуровско-Черновицкой, Львовско-Сандомирской, Восточно-Карпатской, Ясло-Горлицкой, Карпатско-Краковской, Моравско-Остравской и Пражской операциях. К концу войны старший лейтенант Виктор Бородин был заместителем командира эскадрильи 565-го штурмового авиаполка 224-й штурмовой авиадивизии 8-го штурмового авиационного корпуса 8-й воздушной армии 4-го Украинского фронта.
К апрелю 1945 года Бородин совершил 120 боевых вылетов на штурмовку скоплений войск противника, нанеся ему сильный ущерб. Уничтожил 59 автомашин, 25 конных повозок, 6 миномётных батарей, 3 зенитных орудия, 2 танка, 1 склад. Неоднократно был ведущим в группах в 6-9 самолётов.
Указом Президиума Верховного Совета СССР от 18 августа 1945 года за «образцовое выполнение боевых заданий командования на фронте борьбы с немецко-фашистскими захватчиками и проявленные при этом мужество и героизм» старший лейтенант Виктор Бородин был удостоен высокого звания Героя Советского Союза с вручением ордена Ленина и медали «Золотая Звезда» за номером 8574.
После окончания войны Бородин продолжил службу в Советской Армии. Служил в Центральной группе войск и Прикарпатском военном округе. В 1950 году вступил в ВКП(б). В 1957 году в звании майора был уволен в запас. Проживал в городе Черновцы, работал экономистом в областном управлении строительства и эксплуатации автодорог. Скончался 26 июня 1993 года, похоронен на Центральном кладбище в Черновцах.
Был также награждён тремя орденами Красного Знамени, орденами Отечественной войны 1-й и 2-й степеней, орденом Красной Звезды, а также рядом медалей.